# 高橋健二 (音楽家)
高橋 健二（たかはし けんじ、本名：高橋 隆、1938年7月9日 - 2021年7月13日）は、日本の音楽家、ベーシスト。

## 経歴・人物
東京都出身。東京都立王子工業高等学校卒業。
中学生当時から音楽に興味を持っており、トランペットを吹いていた。
高校卒業後に同級生仲間とウエスタンバンドをやっていたところ、1962年に大橋プロダクションを設立し、社長に専念することになった当時のブルー・コメッツのエレクトリックベース奏者大橋道二の後釜としてスカウトされ、ジャッキー吉川とブルー・コメッツに参加。高橋健二のためにファーストマンが作られた。ダウンストローク・ピッキングしか弾かないことで有名。
1963年、家業の関係で活動を一旦脱退するが、1965年5月に復帰した。
ブルー・コメッツ在籍中に自らも作曲を担当し、「別れの指環」（LP『オリジナルヒット第2集』収録。作詞：橋本淳）「小さな秘密」（「さよならのあとで」のB面。作詞：橋本淳、「愛の子守歌」（「虹と雪のバラード」のB面。作詞：橋本淳）などの作品を手がけた。
1971年にブルー・コメッツが実質的に解散し、高橋自身も音楽から離れていた時期があったが、2000年、メンバーだった井上忠夫が死去したことをきっかけとして2002年にGS時代のメンバーでブルー・コメッツが再結成される。
趣味は釣りであり、大会で優勝するほどの腕前であった。
2021年7月13日、東京都内の病院に於いて病気のため死去。83歳没。